# Le Coursier (film)
Pour plus de détails, voir Fiche technique et Distribution.
Le Coursier (Курьер, Coursier) est un film soviétique réalisé par Karen Chakhnazarov, sorti en 1986.

## Synopsis
Un jeune coursier s'immisce dans la vie d'une famille relativement aisée et tente de séduire leur fille.  Son impudence et ses fabulations amusent mais finissent par provoquer des troubles.

## Fiche technique
- Titre original : Курьер, Courier
- Titre français : Le Coursier
- Réalisation : Karen Chakhnazarov
- Scénario : Aleksandr Borodianski
- Costumes : Konstantin Forostenko
- Photographie : Nikolai Nemoliaev
- Musique : Edouard Artemiev
- Pays d'origine : URSS
- Format : Couleurs - 35 mm - Mono
- Genre : drame
- Durée : 88 minutes
- Date de sortie : 1986

## Distribution
- Fiodor Dounaevski (ru) : Ivan Mirochnikov
- Anastasia Nemoliaeva (ru) : Katia Kouznetsova
- Svetlana Krutchkova : Zinaïda Pavlovna
- Oleg Bassilachvili : Semion Kouznetsov
- Vladimir Menchov : Oleg Nikolaevitch
- Aleksandr Pankratov-Tcherny : Stepan Makarov
- Inna Tchourikova : Lydia Mirochnikova
- Vladimir Smirnov : Nikolaï Bazine
- Alevtina Evdokimova (ru): Maria Kouznetsova
- Evdokia Urusova (ru) : Agnessa Ivanovna
- Andreï Vertogradov (ru) : Fédor Mirochnikov

## Récompenses et nominations
- 1987 : Prix spécial au Festival de Moscou[2]